# Bataille de l'Escaut
Pour la bataille de 1918, voir Bataille de la Lys et de l'Escaut. Pour la bataille de 1940, voir Bataille de l'Escaut (1940). Pour le film de 2020, voir La Bataille de l'Escaut
Seconde Guerre mondiale
Batailles
France
- Paddle
- Fusilade
- Astonia
- Dunkerque
- Wellhit
- Undergo
- Nancy
- Arracourt
- Metz (Fort Driant)

Belgique
- Moerbrugge
- Geel
- Escaut

Pays-Bas
- Market Garden
- Overloon
- Broekhuizen

Allemagne
- Forêt de Hürtgen
- Aix-la-Chapelle
- Colline du Crucifix
- Clipper
- Queen

La bataille de l'Escaut, aussi connue sous le nom de bataille des digues,, est une série d'opérations militaires de la Seconde Guerre mondiale, menées dans le cadre d'une guerre d'usure imposée par les Allemands, qui se sont déroulées dans le nord de la Belgique et dans le sud-ouest des Pays-Bas, entre le 2 octobre 1944 et le 8 novembre 1944. Lancées par les Alliés, dont le gros des troupes était canadien, ces opérations avaient pour but de prendre le contrôle des deux rives de l'estuaire de l'Escaut en vue d'ouvrir le port d'Anvers aux cargos alliés pour faciliter l'approvisionnement du front.

## Situation militaire
Après la dure bataille de Normandie, la Seconde armée britannique a avancé rapidement en Belgique et libéré Bruxelles, Anvers et son port intact. En septembre 1944, il devient urgent pour les Alliés de prendre le contrôle des deux rives de l'estuaire de l'Escaut pour permettre l'accès au port d'Anvers aux navires alliés et faciliter la logistique du front avec des lignes d'approvisionnement qui s'étendent alors sur des centaines de kilomètres depuis la Normandie jusqu'à la ligne Siegfried. La libération de l'accès maritime au port d'Anvers permettrait de ravitailler les armées alliées du front occidental en hommes, en équipement et en approvisionnement beaucoup plus facilement.
La résistance belge a neutralisé les sabotages allemands des installations portuaires, aidant les troupes canadiennes à maintenir le port opérationnel ; en effet, Anvers est alors le premier port intact conquis par les Alliés depuis le débarquement de Normandie. Cependant, les voies d'accès au port, en aval du fleuve Escaut (en néerlandais : Schelde), sont contrôlées par la Wehrmacht, installée dans des zones solidement fortifiées, autorisant une défense acharnée. La 11e division blindée britannique qui s'est emparée d'Anvers le 4 septembre, s'y est arrêtée sans s'assurer des passages sur le canal Albert ni poursuivre vers le nord jusqu'à Woensdrecht qui commande l’isthme donnant accès à Zuid-Beveland et à Walcheren. Ainsi, le général von Zangen, commandant la 15e armée armée allemande, pourrait replier de la poche de Breskens 85 000 hommes qui viendraient renforcer la défense de la Meuse et du Rhin.
Le déblocage du port d’Anvers n’est toujours pas considéré comme prioritaire durant le mois de septembre car la majeure partie des ressources militaires alliées avaient été allouées à l'opération Market Garden, un plan audacieux de percée directe en Allemagne, amorcé le 17 septembre 1944. Ce répit octroie aux forces allemandes le temps d'organiser efficacement la défense.
Le retard mis au déblocage des accès à Anvers est considéré après-guerre comme une lourde erreur du commandement allié, « The Great Mistake », écrit l’historien britannique Peter Beale, tandis que Stephen Ambrose estime que, en donnant son accord au pari de Montgomery de prendre pied en Allemagne (par l'opération Market Garden) avant de s’assurer de l’usage de ce grand port, Eisenhower avait commis une grave erreur, « la pire de la Guerre ».
Début octobre, après l'échec de l'opération Market Garden et ses lourdes pertes, les forces alliées, notamment la Première armée canadienne, entreprennent de prendre le contrôle des accès du port d'Anvers mais les défenseurs allemands bien installés mettent en place d'efficaces actions de retardement. Compliquée par le terrain détrempé, la bataille de l'Escaut se révèle particulièrement pénible et coûteuse.
Après cinq semaines de combats difficiles, la Première armée canadienne, renforcée par d'autres troupes alliées, réussit à remporter la bataille et à libérer les voies d'accès de l'Escaut après nombre d'assauts amphibies, de traversées de canaux et de luttes en terrain découvert. Les terres et les eaux étaient minées et les Allemands défendaient leur ligne de retraite avec de l'artillerie et des tireurs d'élite.
Les Alliés achèvent de nettoyer les abords du port le 8 novembre 1944 au prix de 12 873 victimes alliées (tués, blessés ou disparus), dont une moitié de Canadiens.
Après la réduction de la défense allemande, trois semaines sont employées au déminage du port et de ses accès, avant le déchargement du premier navire de ravitaillement allié le 29 novembre 1944.

## Ouverture de l'Escaut
Le 12 septembre 1944, la Première armée canadienne, commandée à titre temporaire par le lieutenant-général Guy Simonds, est chargée de la mission de l'Escaut. À ce moment, Guy Simonds a sous son commandement le 2e corps canadien, la 1re division blindée polonaise, les 49e et 52e divisions britanniques et le 1er corps britannique.

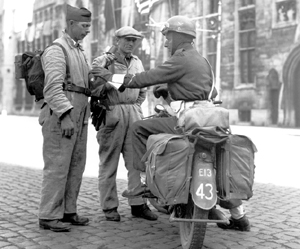
Membres du Corps Provost canadien et de la Résistance intérieure belge, Bruges, septembre 1944

Le plan d'ouverture de l'estuaire de l'Escaut comprend quatre opérations principales menées sur un terrain redoutable.
- La première tâche consiste à dégager la zone située au nord d'Anvers et à garantir l'accès au Beveland-du-Sud.
- La deuxième consiste à éliminer la poche de Breskens au nord du canal Léopold (« opération Switchback »).
- La troisième est la capture du Beveland-du-Sud (« opération Vitality »).
- La phase finale est la capture de l'île de Walcheren qui a été aménagée en une puissante forteresse par les Allemands. Faisant partie du mur de l'Atlantique, l'île de Walcheren a été considérée comme la « plus solide concentration de défense nazie jamais construite[10]. » ( « opération Infatuate »)

Le 21 septembre, la 4e division blindée canadienne se déplace vers le nord le long du canal Gand-Terneuzen. Elle a pour tâche de sécuriser la rive sud de l'Escaut autour de la ville néerlandaise de Breskens, qui forme alors ce qui est appelé la « poche de Breskens. » La 1re division blindée polonaise prend la direction de la frontière belgo-néerlandaise plus à l'est et la zone cruciale du nord d'Anvers.
La 4e division blindée canadienne avance à partir d'une tête de pont durement gagnée sur le canal Gand à Moerbrugge. Elle est la première unité alliée à faire face à la redoutable double ligne de défense des canaux Léopold et de la dérivation de la Lys. Une attaque est exécutée à proximité de Moerkerke pour traverser les canaux et établir une tête de pont mais les Allemands lancent une contre-attaque, obligeant les troupes canadiennes à battre en retraite en subissant de lourdes pertes.
L'avancée de la 1re division blindée polonaise à l'est est, elle, une réussite puisqu'elle peut avancer au nord-est de Gand. Dans une région peu propice aux blindés et contre une résistance allemande acharnée, la division avance sur la côte le 20 septembre. Elle occupe Terneuzen et sécurise la zone sud de l'Escaut à l'est d'Anvers.
Il devient évident pour le général Simonds que tout autre gain sur l'Escaut s'effectuera à un coût humain très élevé. La poche de Breskens, allant de Zeebruges jusqu'à l'entrée de Braakman et dans les terres jusqu'au canal Léopold, est fermement tenue par l'ennemi.

### Combats au nord d'Anvers

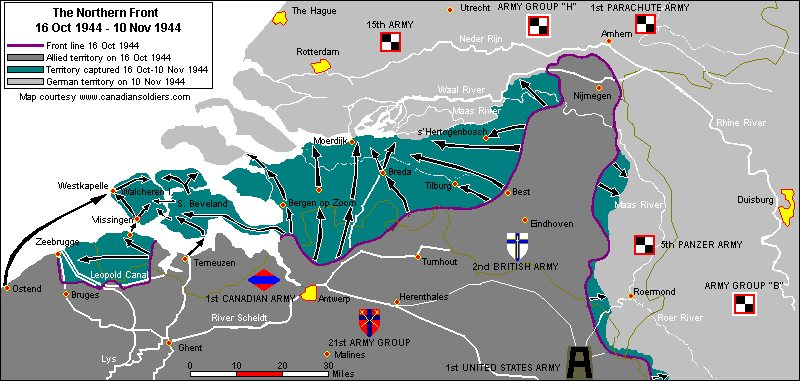
Le front nord

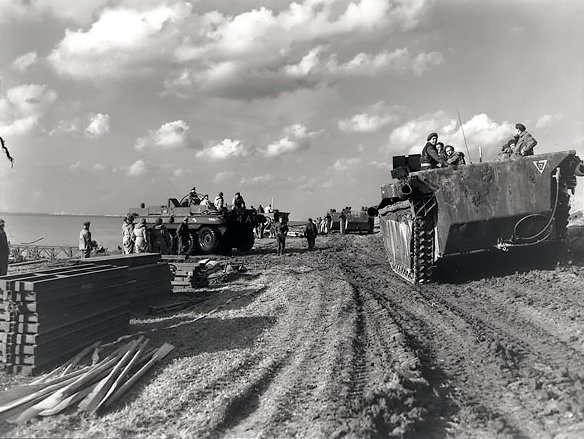
Colonne de blindés amphibies Alligator et Terrapin aux abords de la rivière l'Escaut, octobre 1944

Le 2 octobre, la 2e Division d'infanterie canadienne commence sa progression au nord d'Anvers. De durs combats à Woensdrecht permettent d'atteindre l'objectif de la première phase le 6 octobre. Les Allemands du 67e corps d'armée, dont le groupe tactique Chill rassemblant les restes de la 85e division d’infanterie allemande renforcés par le 6e régiment parachutiste, voient l'importance prioritaire de tenir cette position car elle permet de contrôler l'accès au Beveland-du-Sud et à l'île de Walcheren.
Les Canadiens subissent de lourdes pertes quand ils attaquent à découvert sur les terres inondées. La pluie battante, les pièges et les mines terrestres rendent la progression très difficile. Le 13 octobre 1944, qui restera connu sous le nom du « Vendredi noir », les Black Watch de la 5e Brigade d'infanterie canadienne sont pratiquement anéantis dans une attaque sans succès. Les Calgary Highlanders suivent avec plus de succès et leur peloton de transport prend la gare de Korteven. Des combats acharnés à Hoogerheide permettent de prendre Woensdrecht le 16 octobre, coupant le lien entre le Beveland-du-Sud et Walcheren. Les Canadiens ont atteint leur premier objectif mais ont subi de lourdes pertes.
À ce moment, voyant l'occasion qui se présente, le maréchal Bernard Montgomery publie une directive qui fait de l'ouverture de l'estuaire de l'Escaut la priorité du 21e Groupe d'armées. À l'est, la 2e Armée britannique attaque vers l'ouest pour sécuriser les Pays-Bas au sud de la Meuse et éviter une contre-attaque allemande sur la région de l'Escaut.
Pendant ce temps, les forces de Simonds se concentrent sur la pointe de la péninsule du Beveland-du-Sud. La 4e Division blindée canadienne se déplace vers le nord du canal Albert et prend Berg-op-Zoom. Le 24 octobre, les lignes alliées ont été avancées au-delà de la pointe de la péninsule, permettant d'éviter qu'une contre-attaque allemande ne puisse couper la 2e Division qui se déplace maintenant vers l'ouest, le long de l'île de Walcheren.

### Opération Switchback
La deuxième opération principale de la bataille de l'Escaut débute par une lutte farouche pour réduire la poche de Breskens. La 3e Division d'infanterie canadienne rencontre une résistance allemande tenace lors de la traversée du canal Léopold.

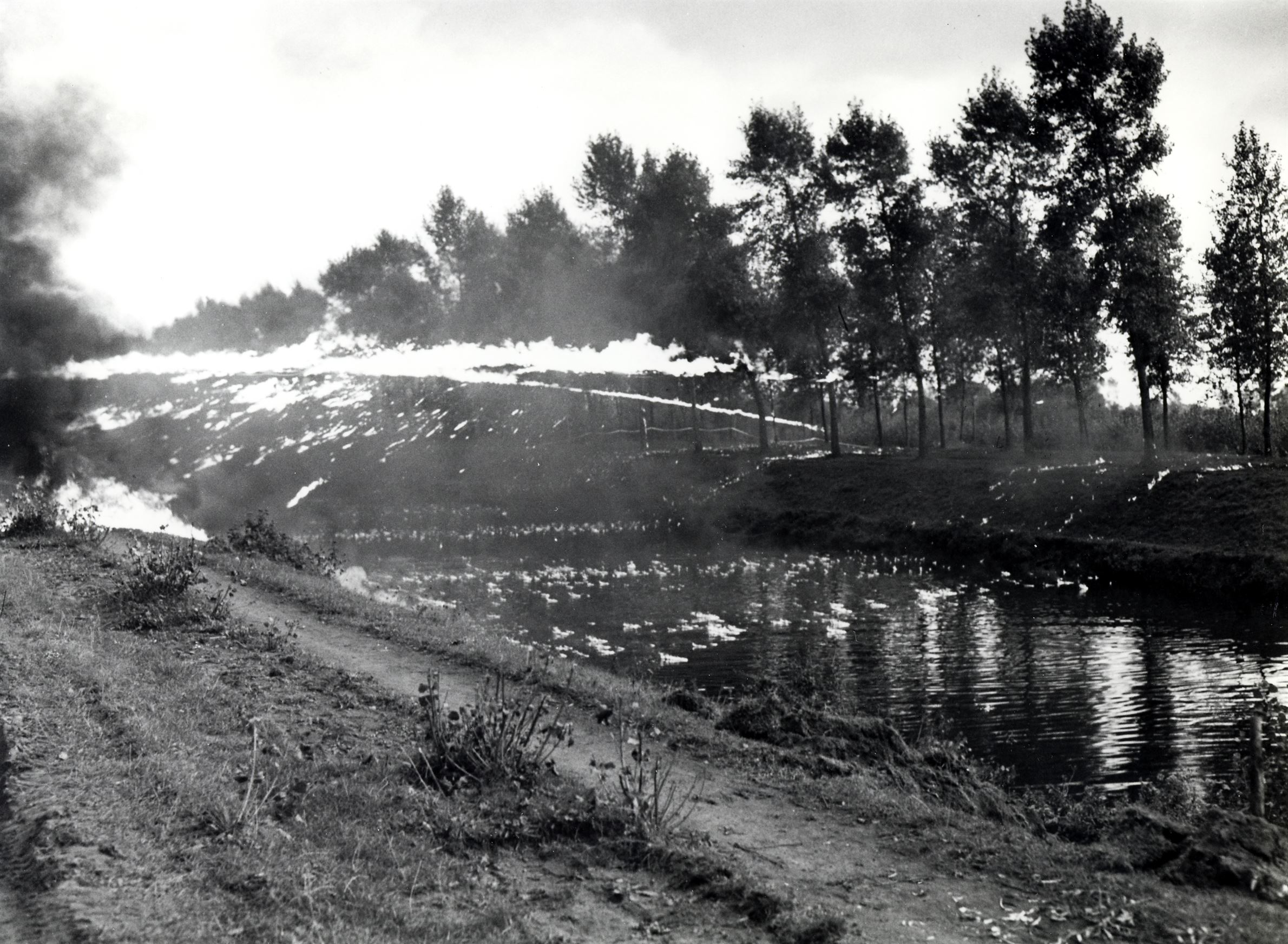
Membres de la 4e division blindée canadienne démontrant l'utilisation de lance-flammes à travers le canal, Maldegem, octobre 1944.

Une première tentative avortée de la 4e Division blindée canadienne, lors de la bataille de Moerbrugge, a montré l'importance du défi à relever. En plus des formidables défenses allemandes, établies à la fois sur le canal Léopold et la dérivation du canal de la Lys, une grande partie de la zone d'approche a été inondée.
Il a été décidé que le meilleur endroit pour un assaut serait immédiatement à l'est de l'endroit où les deux canaux se divisent, une étroite bande de terre sèche de seulement quelques centaines de mètres de large au-delà du canal Léopold (décrit comme un long triangle ayant sa base sur la route Maldegem Aardenburg et son sommet près du village de Moershoofd à environ cinq kilomètres à l'est).

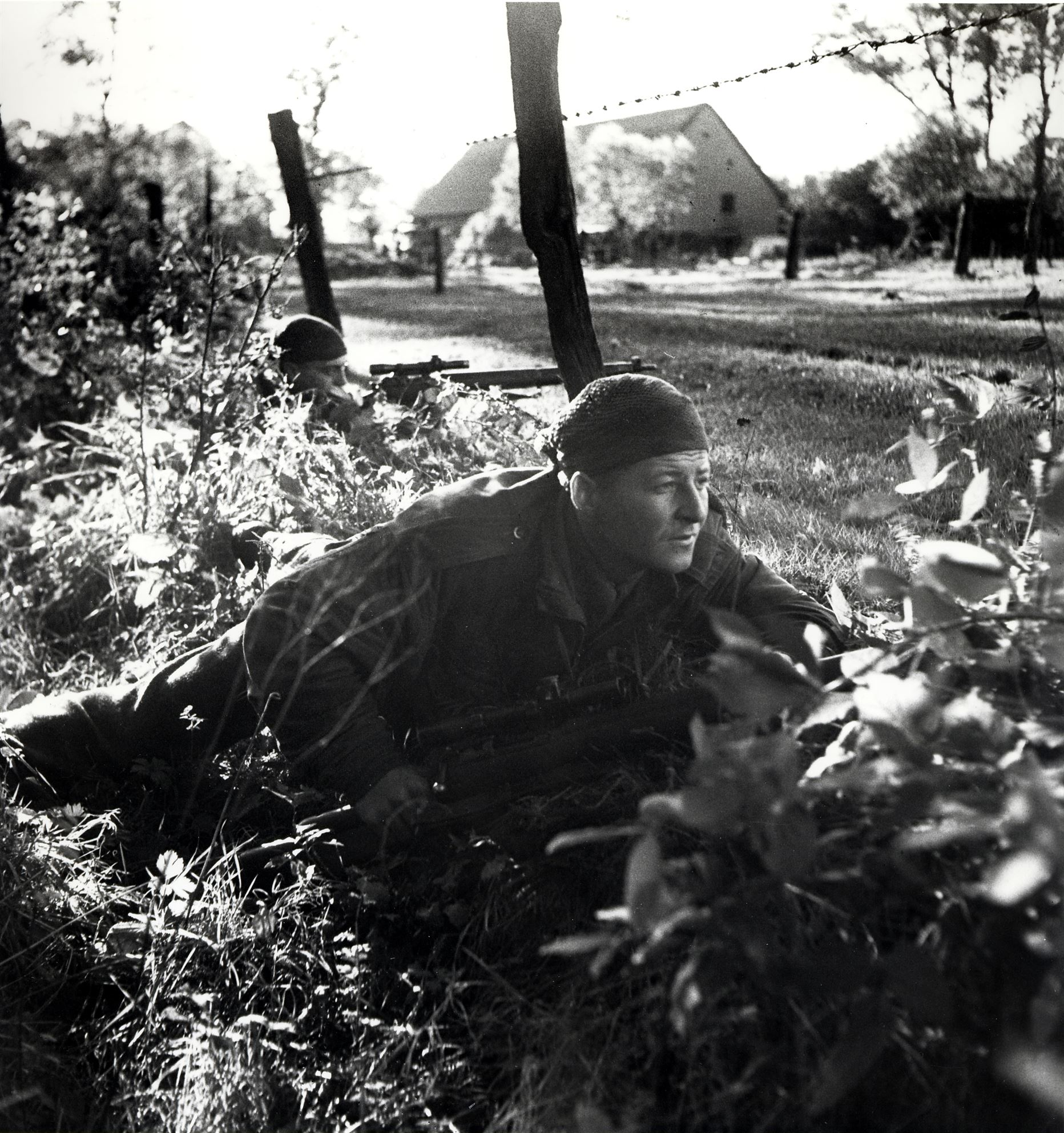
Le Caporal Kormendy, un éclaireur du Calgary Highlanders photo prise près de Kapellen, octobre 1944, Ken Bell. (PAC photos)

Un double assaut commence. La 7e Brigade d'infanterie canadienne de la 3e Division d'infanterie canadienne effectue le premier assaut à travers le canal Léopold, tandis que la 9e Brigade d'infanterie canadienne monte une attaque amphibie à partir du Nord, la zone côtière de la poche. L'attaque débute le 6 octobre 1944, soutenue par l'artillerie et les blindés de transport universel Wasp équipés de lance-flammes. Les blindés lancent un mur de flammes par-dessus le canal Léopold, permettant aux hommes de la 7e brigade de lancer leurs bateaux d'assaut. Deux positions précaires distinctes sont créées mais l'ennemi récupère rapidement du choc de l'attaque aux lance-flammes et contre-attaque. Il ne parvient cependant pas à déloger les Canadiens de leurs têtes de pont malgré la vulnérabilité de leurs positions. Le 9 octobre 1944, les têtes de pont sont reliées et, tôt le matin du 12 octobre 1944, une position est acquise sur la route d'Aardenburg.
La 9e brigade procède à une opération amphibie à l'aide de véhicules Terrapin (première utilisation de ce véhicule amphibie en Europe) et de Buffalo conduits par le 5e régiment d'assaut britannique des Royal Engineers. La brigade prévoit de traverser l'embouchure du bras de mer de Braakman dans des véhicules amphibies et de débarquer dans les environs de Hoofdplaat, à l'arrière sur la zone côtière de la poche, ce qui exercera une pression dans deux directions à la fois. En dépit des difficultés à manœuvrer les véhicules le long des canaux et les 24 heures de retard que cela entraîne, les Allemands sont pris par surprise et une tête de pont est créée. Encore une fois, les Allemands réagissent rapidement et contre-attaquent avec férocité mais ils sont contraints lentement de reculer. La 10e Brigade canadienne de la 4e division blindée traverse le canal Léopold et avance vers le polder Isabella. Ensuite, la 8e Brigade canadienne de la 3e division est appelée à se déplacer vers le sud, aux abords de la côte, sur le côté de la poche. Ce qui permet d'ouvrir une voie terrestre d'approvisionnement en direction de la poche.
La 3e division effectue des actions supplémentaires pour éliminer les troupes allemandes des villes de Breskens, Oostburg, Zuidzande et Cadzand, ainsi que de la forteresse côtière du Fort Frederik Hendrik. L'opération « Switchback » prend fin le 3 novembre 1944 lorsque la Ire Armée canadienne libère les villes belges de Knokke et Zeebruges, et officiellement lors de la fermeture de la poche de Breskens et de l'élimination de toutes les forces allemandes au sud de l'Escaut.

### OpérationVitality
La troisième opération d'envergure de la bataille de l'Escaut débute le 24 octobre 1944 lorsque la 2e Division d'infanterie canadienne commence son avancée sur la péninsule du Beveland-du-Sud. Les Canadiens ont l'espoir d'avancer rapidement, sans opposition, et d'installer des têtes de pont sur le canal Beveland, mais ils sont ralentis par les mines, la boue et les fortes défenses de l'ennemi.
Une attaque amphibie est exécutée dans l'ouest de l'Escaut par la 52e division britannique pour passer en arrière des positions défensives allemandes du canal Beveland. Ainsi, cette formidable défense est enfoncée et la 6e Brigade d'infanterie canadienne commence une attaque frontale en bateaux d'assaut. Les ingénieurs réussissent à construire un pont sur la route principale pour traverser le canal.
La ligne de défense du canal a disparu, la défense allemande s'est effondrée et le Beveland-du-Sud est sécurisé. La troisième phase de la bataille de l'Escaut est maintenant terminée.

### OpérationInfatuate: capture de l'îleWalcheren

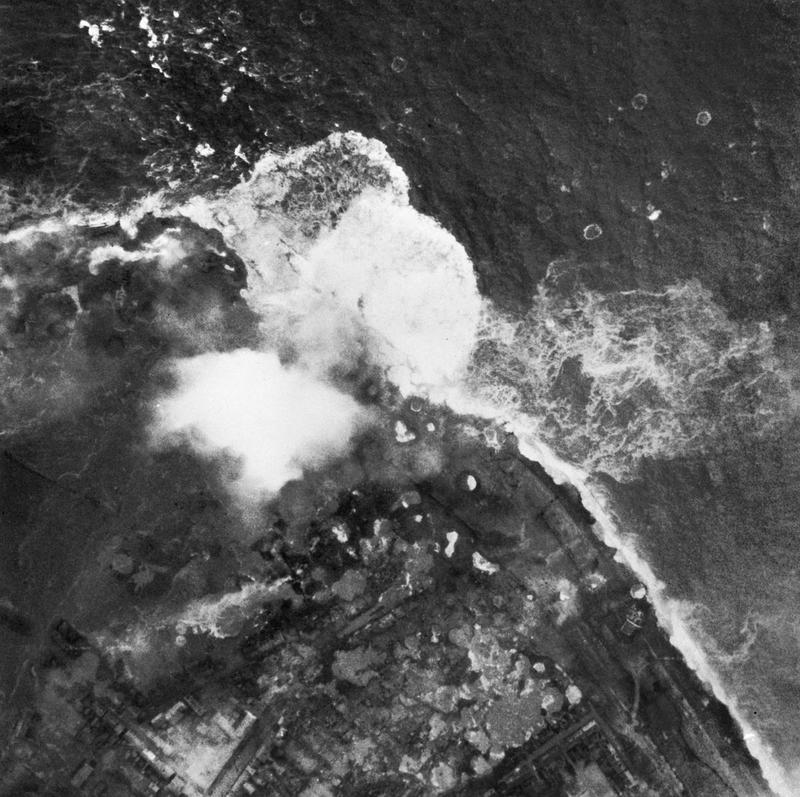
Photographie aérienne des bombardements du 3 octobre 1944 guerre mondiale.

Seule l'île de Walcheren, à l'embouchure ouest de l'Escaut, est restée aux mains des Allemands. Les défenses de l'île sont extrêmement fortes, de lourdes batteries côtières à l'ouest et au sud défendent l'île et l'estuaire de l'Escaut et la côte est fortement fortifiée contre les attaques amphibies. Un peu plus en retrait dans les terres, un périmètre défensif a été construit autour de la ville de Flessingue pour défendre ses installations portuaires en cas de réussite d'un débarquement allié sur Walcheren. La seule approche terrestre est le Sloedam, une longue et étroite digue-chaussée depuis le Beveland-du-Sud, à peine plus large qu'une route à deux voies. Rendant les choses encore plus difficiles, les eaux environnantes sont trop hautes pour les opérations à pied, mais trop basses pour un assaut par bateau.
Pour entraver la défense allemande, des brèches sont créés dans les digues de l'île par des attaques aériennes de la Royal Air Force Bomber Command, le 3 octobre 1944 à Westkapelle avec beaucoup de pertes civiles, le 7 octobre 1944 à l'ouest et à l'est de Flessingue et le 11 octobre 1944 à Veere. Ces brèches permettent d'inonder la partie centrale de l'île, obligeant les défenseurs allemands à se déplacer sur les hauteurs. Elles permettent également l'utilisation des véhicules amphibies.
L'île est attaquée depuis trois directions: par la digue-chaussée à l'est, par l'Escaut au sud et par la mer à l'ouest.
La 2e division d'infanterie canadienne attaque la digue-chaussée 31 octobre 1944. Une première attaque lancée par les Black Watch est repoussée. Les Highlanders de Calgary sont alors envoyés et sont arrêtés à mi-chemin de la digue. Une deuxième attaque menée par les Highlanders le matin du 1er novembre réussit à gagner une position précaire sur l'île. Après une journée complète de lutte, les Highlanders sont relayés par le régiment de Maisonneuve, qui lutte pour maintenir la tête de pont. Les « Maisies » se retirent le 2 novembre 1944 pour être relevés par un bataillon des Glasgow Highlanders de la 52e division britannique. En collaboration avec l'attaque nautique, la 52e poursuit l'avance.

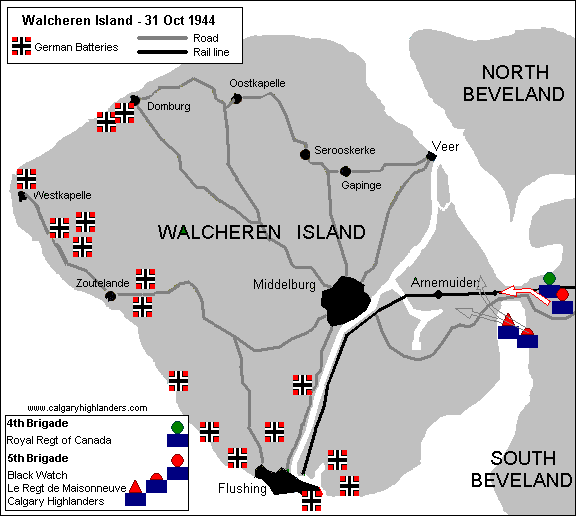
Carte de la bataille

Les débarquements amphibies sont menés en deux parties le 1er novembre 1944. L'opération Infatuate I est constituée principalement d'infanterie de la 155e brigade d'infanterie britannique (4e et 5e bataillons du King's Own Scottish Borderers, 7e et 9e bataillons des Royal-Écossais) et du commando numéro 4 britannique (auquel était rattaché le 1er BFMC français du commandant Kieffer). Ces troupes sont transportées depuis Breskens dans des barges d'assaut et des petits véhicules amphibies pour un débarquement au pied même des défenses côtières au sud de la ville de Flessingue, nom de code du point de débarquement Uncle beach. À l'aube et au cours des deux jours suivants, ils s'engageront dans de violents combats de rues contre les défenseurs allemands de la ville, dont les derniers se rendirent le 3 novembre.
Un débarquement amphibie à Westkapelle, « opération Infatuate II », est effectué le matin du 1er novembre 1944. Après un lourd bombardement naval de la Royal Navy britannique, les troupes de la 4e brigade des services spéciaux (41e, 47e et 48e Royal Marine Commando et du 10e Inter Allied Commando, composé essentiellement de Belges et de Norvégiens), appuyées par des véhicules blindés spéciaux (transports amphibies, blindés de déminage, bulldozers, etc.) de la 79e division blindée, sont débarquées des deux côtés de la brèche de la digue à l'aide de gros engins de débarquement et de véhicules amphibies permettant de débarquer les hommes et les tanks. De violents combats s'ensuivent avant que la ville en ruine ne soit capturée. Une partie des troupes se déplace vers Flessingue, au sud-est, tandis que la force principale prend la direction du nord-est pour dégager la moitié nord de Walcheren et établir le contact avec les troupes canadiennes qui ont établi une tête de pont sur la partie orientale de l'île. Une résistance féroce est offerte par certaines des troupes allemandes défendant la zone, de sorte que les combats se poursuivent jusqu'au 7 novembre 1944.
Le 6 novembre 1944, la ville principale de l'île, Middelbourg, tombe après un pari calculé de la part des Alliés, alors que le commandement allemand avait été invité à envisager de renoncer s'il faisait face à une force blindée. Middelburg étant impossible à atteindre avec des chars, une force amphibie de débarquement de véhicules à chenilles « buffles » est conduite jusque dans la ville, mettant un terme à toute résistance allemande le 8 novembre 1944.
Pendant ce temps, la 4e division blindée canadienne pousse vers l'est et dépasse Bergen-op-Zoom et Sint Philipsland, où elle coule plusieurs vaisseaux allemands dans le port de Zijpe.
Les approches d'Anvers sont sécurisées et la quatrième phase de la bataille de l'Escaut est terminée. L'estuaire est ensuite nettoyé des mines marines et, le 28 novembre 1944 (après de lourdes réparations des installations portuaires), le premier convoi entre au port, avec en tête le cargo de fabrication canadienne Fort Cataraqui.

## Autres contributions
Du 23 octobre 1944 au 5 novembre 1944, la 104e division d'infanterie américaine connait sa première bataille lorsqu'elle est rattachée au 1er Corps britannique, 1re armée canadienne, 21e Groupe d’armées britannique. La 104e réussit à passer la partie centrale du Brabant-Septentrional
(51° 33′ 08″ N, 4° 39′ 10″ E) malgré la forte résistance allemande, surtout de la part des tireurs d'élite et de l'artillerie. Ils effectueront quelques combats de nuit, une spécialité de la 104e.

## Importance de la campagne

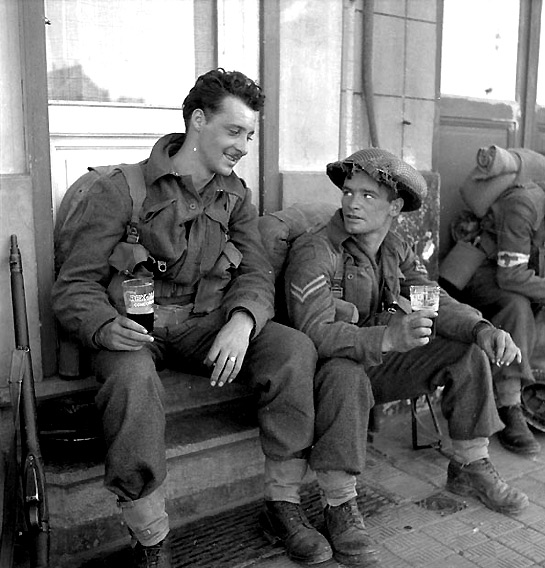
Soldats du Royal Regiment of Canada à Blankenberghe, septembre 1944

À la fin des cinq semaines d'offensive, la 1re Armée canadienne fait 41 043 prisonniers allemands. Le premier navire arrive le 28 novembre 1944, les convois apportent un flux régulier d'approvisionnement sur le continent, ce qui permet de revitaliser une avance alliée de Paris vers le Rhin qui était dans l'impasse. Le commandement allemand sait l'importance du contrôle d'un port en eau profonde par les Alliés. Pour le détruire, ou du moins perturber le flux de l'approvisionnement, les Allemands tirent sur Anvers plus de missiles balistiques V-2 que sur toute autre ville. Près de la moitié des V-2 lancés au cours de la guerre ont été tirés en direction d'Anvers. Ce port a une importance stratégique telle que pendant la bataille des Ardennes, sa reprise était toujours l'un des principaux objectifs allemands.

## Filmographie
Le film néerlandais La Bataille de l'Escaut (De Slag om de Schelde) de Matthijs van Heijningen Jr., sorti en 2020, met en scène cette bataille.